# Hòa An (phường)
Hòa An là một phường cũ thuộc quận Cẩm Lệ cũ thành phố Đà Nẵng, Việt Nam.
Đã giải thể ngày 20 tháng 6 năm 2025 sau nghị quyết sắp xếp các đơn vị hành chính các tỉnh thành thành 2 cấp để sáp nhập vào An Khê (phường) mới.
Phường Hòa An có diện tích 3,82 km², dân số năm 2005 là 12.890 người, mật độ dân số đạt 3.374 người/km².

## Lịch sử
Phường Hòa An được thành lập năm 2005 trên cơ sở một phần diện tích và dân số của xã Hòa Phát (cũ), huyện Hòa Vang. Phần còn lại của xã Hòa Phát (cũ) được chuyển thành phường Hòa Phát (mới), quận Cẩm Lệ.